# Referendum in Bulgaria del 1922
Il referendum in Bulgaria del 1922 si svolse il 19 novembre 1922 per decidere il perseguimento dei criminali di guerra. È stato approvato dal 74,33% dei votanti.

## Contesto
L'Unione Nazionale Agraria Bulgara al potere cercò di perseguire i membri dei gabinetti dei governi guidati da Ivan Gešov, Stojan Danev e Aleksandăr Malinov per crimini di guerra commessi durante la prima guerra mondiale, in conformità con l'articolo 155 della Costituzione. Il 24 settembre 1922, 17 dei 22 ministri furono arrestati e il 17 ottobre fu pubblicata una legge sull'accusa.
La votazione avviene con schede bianche (= sì, per l'accusa) e nere (= no, contro l'accusa); c'è l'obbligo di voto.

## Risultati
| Scelta                    | voti    | %     |
| ------------------------- | ------- | ----- |
| Sì                        | 647.313 | 74,33 |
| No                        | 223.584 | 25,67 |
| Schede bianche/nulle      | 60.165  | –     |
| Totale                    | 928.776 | 100   |
| Fonte: Democrazia Diretta |         |       |

## Conseguenze
Dopo il voto, l'Unione Nazionale Agraria vinse le elezioni del 27 aprile 1923, formando un governo guidato da Aleksandăr Stambolijski. I partiti di destra organizzarono il colpo di stato l'11 giugno 1923 con la tacita approvazione del re Boris III di Bulgaria. I ministri imprigionati furono rilasciati e le accuse ritirate dal governo di Aleksandăr Cankov.